# Opendatasoft
Opendatasoft est une société française qui vend un logiciel de portails open data. Son siège est basé à Paris et elle possède également une filiale à Boston et un bureau à Nantes.

## Historique
L’entreprise est fondée en 2011.
En juin 2015, elle conclut une première levée de fonds de 1,5 million d’euros auprès du fonds capital risque Aurinvest. En 2016, elle ouvre son siège social nord-américain à Boston. En octobre 2016, Opendatasoft annonce une nouvelle levée de fonds de 5 millions d’euros auprès d’Aster Capital, Salesforce Ventures, Aurinvest. 
En janvier 2022, Opendatasoft lève 21 millions d'euros auprès de Paris Fonds Vert, la Banque des Territoires, Odysée Ventures et Eiffel Investment Group.

## Produit
La Loi pour une République numérique de 2016 donne aux administrations des obligations en matière d’open data.
Opendatasoft est un logiciel SaaS de portails permettant de répondre à ces obligations. Les entreprises, collectivités territoriales et administrations peuvent organiser, partager aux ré-utilisateurs et visualiser les éléments provenant de leur catalogue de données, ainsi que les rendre disponibles via des API.
Le logiciel est pour les administrations une alternative au portail public data.gouv.fr.
L’entreprise a notamment développé les portails open data du groupe SNCF et de divers ministères. Ses 350 clients hébergent environ 3 000 portails, en France et à l’étranger.